# 소렌토
소렌토(이탈리아어: Sorrento, 나폴리어: Surriento)는 이탈리아 캄파니아주 나폴리 광역시에 있는 코무네다. 치르쿰베수비아나(Circumvesuviana)라는 지방 철도선의 남동쪽 끝에 위치하여 폼페이·나폴리·아말피로부터 가기도 쉬워 인기가 많은 관광지다. 《돌아오라 소렌토로》 등의 나폴리 민요로 알려진 곳이다. 16세기 르네상스 문학 최후의 시인이라 불리는 소렌토 출신의 시인 토르콰토 타소의 기념비가 타소 광장에 있다. 포도주·올리브유 산지로도 알려져 있다.

## 지리

### 기후
소렌토는 온화하고 습한 겨울과 덥고 건조한 여름이 특징인 지중해성 기후 (쾨펜의 기후 구분 Csa)를 띤다. 나폴리만의 온화한 기후와 비옥함은 로마 시대 때도 이 지역을 유명하게 하였으며, 클라우디우스와 티베리우스 같은 로마 황제들은 이 근처에서 휴양을 보내기도 했다. 기온은 2013년에 확인됐든 4월 중 높으면 29 °C (84 °F)까지 치솟는다.
| 소렌토의 기후            | 소렌토의 기후 | 소렌토의 기후 | 소렌토의 기후 | 소렌토의 기후 | 소렌토의 기후 | 소렌토의 기후 | 소렌토의 기후 | 소렌토의 기후 | 소렌토의 기후 | 소렌토의 기후 | 소렌토의 기후 | 소렌토의 기후 | 소렌토의 기후 |
| 월                       | 1월           | 2월           | 3월           | 4월           | 5월           | 6월           | 7월           | 8월           | 9월           | 10월          | 11월          | 12월          | 연간          |
| ------------------------ | ------------- | ------------- | ------------- | ------------- | ------------- | ------------- | ------------- | ------------- | ------------- | ------------- | ------------- | ------------- | ------------- |
| 일평균 최고 기온 °C (°F) | 12.5 (54.5)   | 13.2 (55.8)   | 15.2 (59.4)   | 18.2 (64.8)   | 22.6 (72.7)   | 26.2 (79.2)   | 29.3 (84.7)   | 29.5 (85.1)   | 26.3 (79.3)   | 21.8 (71.2)   | 17.0 (62.6)   | 13.6 (56.5)   | 20.4 (68.8)   |
| 일일 평균 기온 °C (°F)   | 8.2 (46.7)    | 8.8 (47.8)    | 10.6 (51.0)   | 13.3 (55.9)   | 17.4 (63.3)   | 20.9 (69.7)   | 23.7 (74.6)   | 23.7 (74.7)   | 20.8 (69.4)   | 16.7 (62.1)   | 12.4 (54.3)   | 9.4 (48.9)    | 15.5 (59.9)   |
| 일평균 최저 기온 °C (°F) | 3.8 (38.8)    | 4.3 (39.7)    | 5.9 (42.6)    | 8.3 (46.9)    | 12.1 (53.8)   | 15.6 (60.1)   | 18.0 (64.4)   | 17.9 (64.2)   | 15.3 (59.5)   | 11.6 (52.9)   | 7.7 (45.9)    | 5.1 (41.2)    | 10.4 (50.8)   |
| 평균 강수량 mm (인치)    | 100 (4.1)     | 99 (3.9)      | 86 (3.4)      | 76 (3.0)      | 51 (2.0)      | 33 (1.3)      | 25 (1.0)      | 41 (1.6)      | 81 (3.2)      | 130 (5.1)     | 160 (6.4)     | 120 (4.8)     | 1,010 (39.8)  |
| 출처:                    |               |               |               |               |               |               |               |               |               |               |               |               |               |

## 소렌토 출신 인물
- 토르콰토 타소

## 같이 보기
- 아말피 해안
- 돌아오라 소렌토로